# Konstzon 798

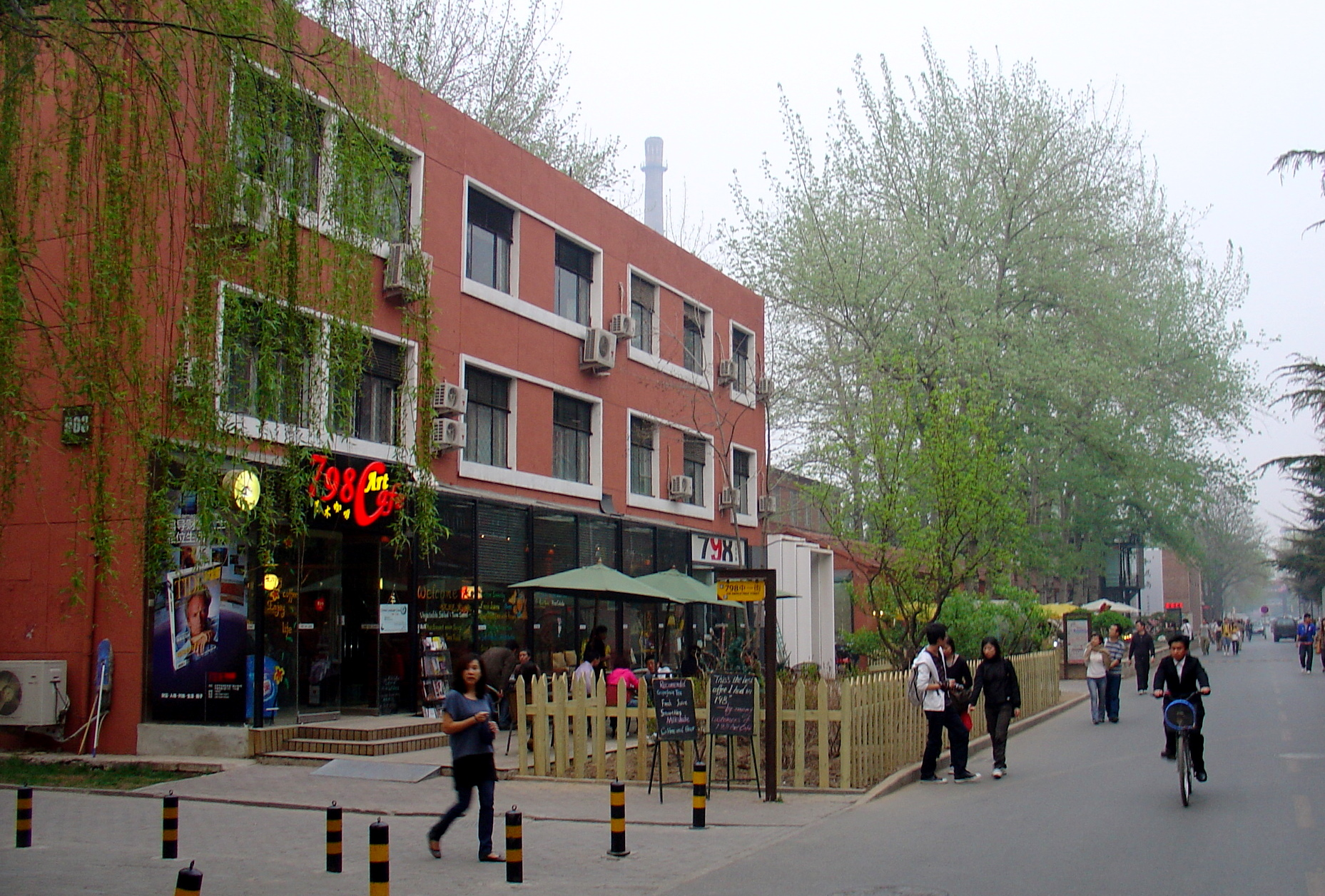
Kaféer i Konstzon 798

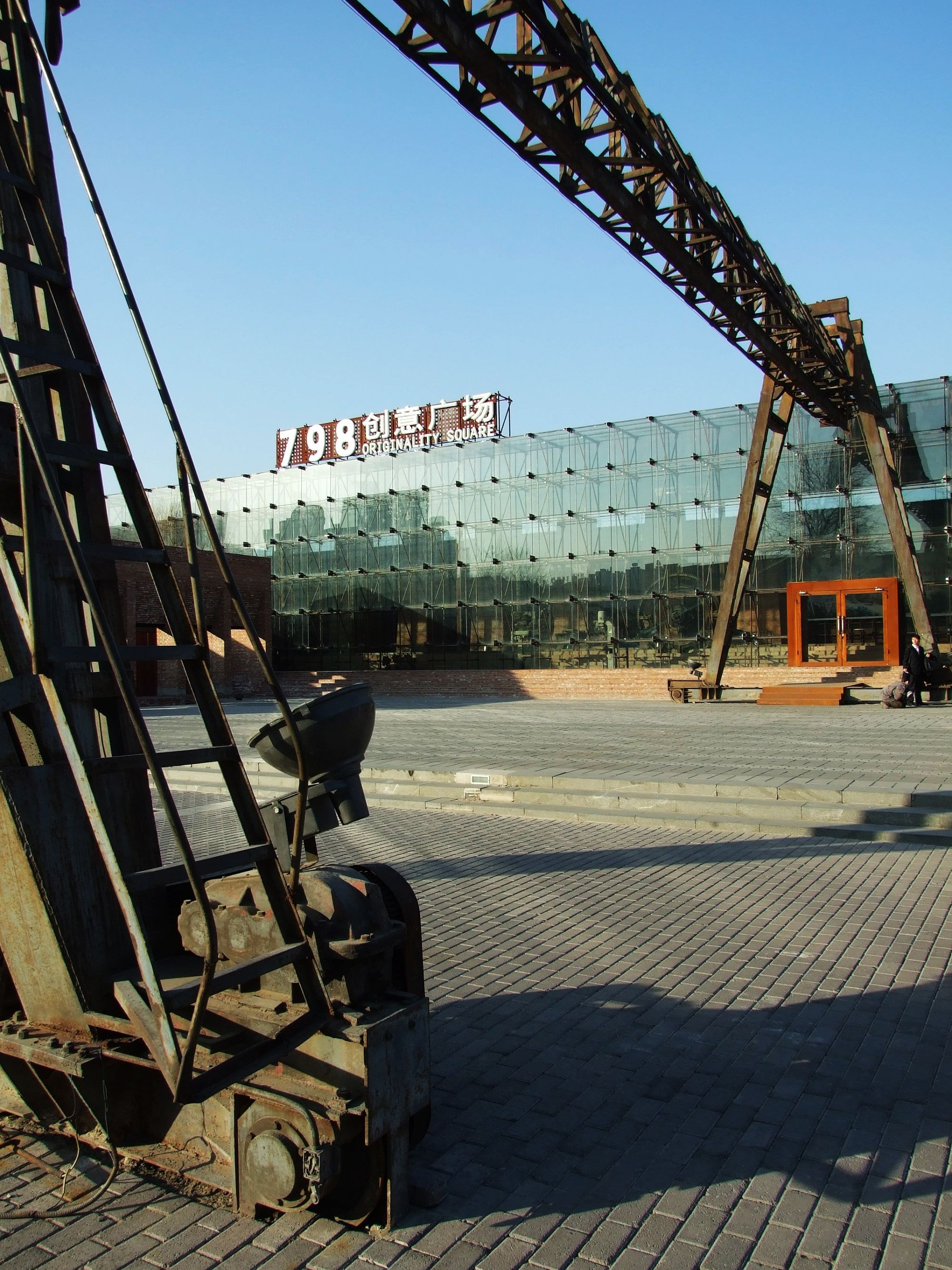
Fabrik 798

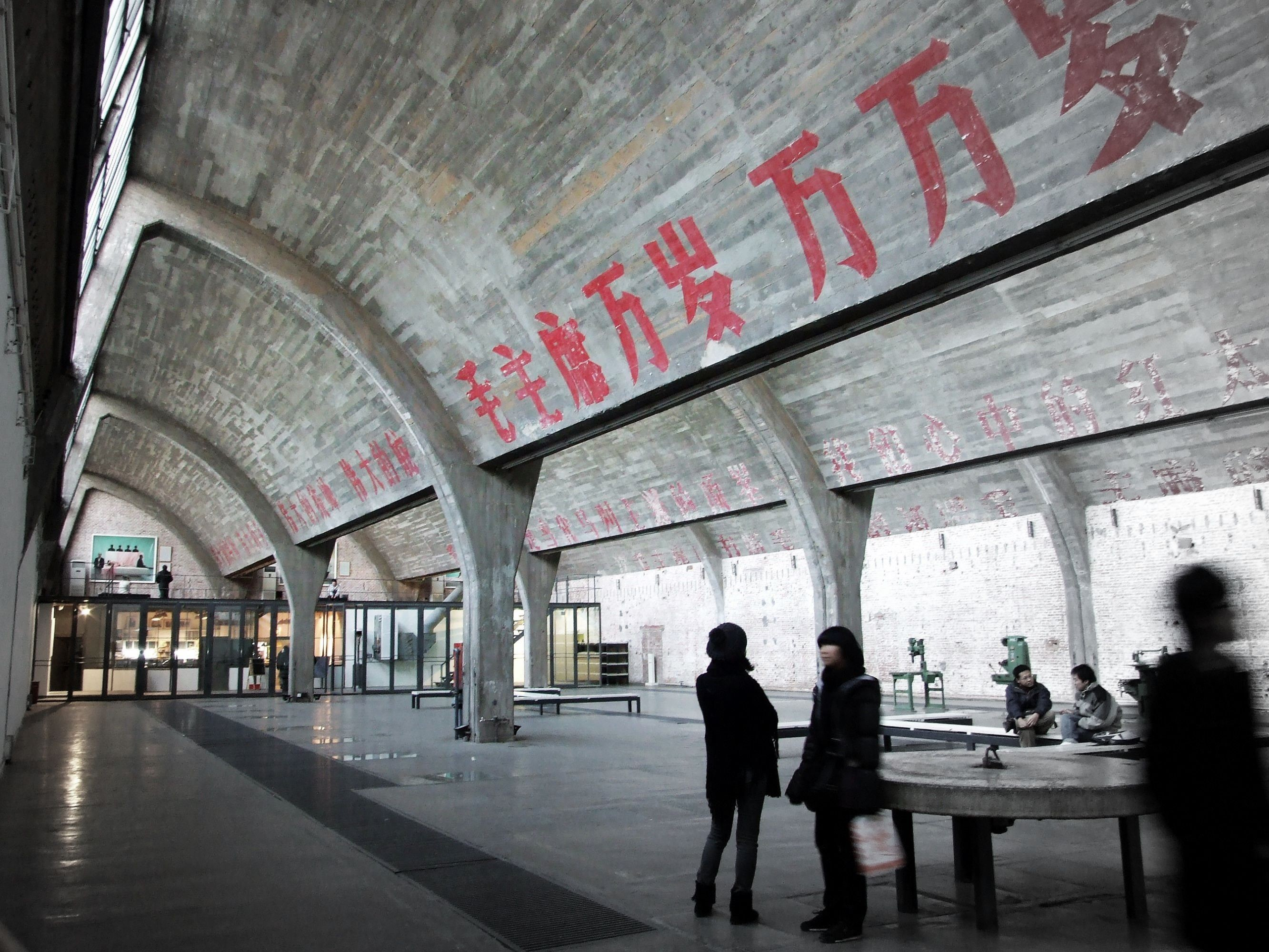
798 Space gallery

Konstzon 798 (798艺术区, 798 Yìshùqū), eller Dashanzi konstdistrikt, är en del av området Dashanzi i Chaoyangdistriktet i Peking.
Konstzon 798 har en stor konstnärskoloni kring en femtio år gammal fabriksbyggnad från en före detta fabrik för tillverkning av militär elektronik. Fabrikskomplexet gick under namnet Kombinat 718, och Fabrik 798 var en av de ingående enheterna. Fabrikerna byggdes som ett av de många öststatsfinansierade industriutvecklingsprojekten, som genomfördes efter bildandet av Folkrepubliken Kina 1949. De började planeras tillsammans med Östtyskland 1952 och uppfördes med en Bauhaus-inspirerad arkitektur.
Fabrikerna byggdes på ett 640 000 kvadratmeter stort område i Dashanzi, då ett platt jordbruksområde nordöst om Beijing, och inkluderade 370 000 kvadratmeter för bostäder och 130 000 kvadratmeter för industribyggnader. Markarbeten inleddes 1954 och företaget påbörjade sin produktion 1957 och hade med tiden en arbetsstyrka på mellan 10 000 och 20 000 personer. Företaget delades under 1960-talet upp i mindre delar, bland annat Fabrik 798. 
Under Deng Xiaopings reformperiod inleddes en nedgångsperiod som ledde till att flertalet av fabrikerna lades ned i början av 1990-talet. År 1995 påbörjades inflyttning av konstinstitutioner med att Central Academy of Fine Arts (CAFA) tog över Fabrik 706:s lokaler. Efterhand användes lokalerna för fler och fler utställningar, bland annat hölls där den första Beijing Biennalen 2003.
Efter hand som Beijing expanderat, har markvärdet kraftigt ökat och planer har funnits för att riva och nybebygga området. Mot slutet av 2007 togs dock beslut om att området skulle få fortsätta som en "konstzon", och det är efter renoveringar en livaktig och fashionabel stadsdel.

## Fotogalleri

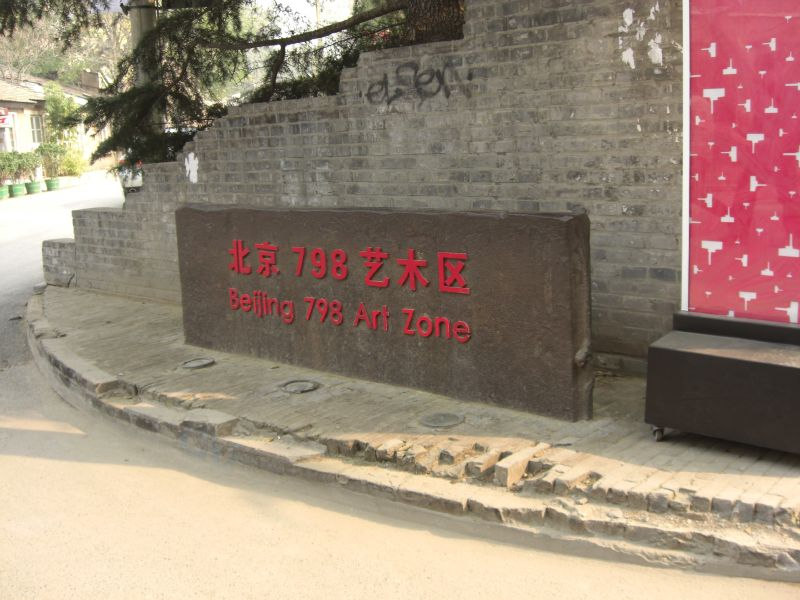
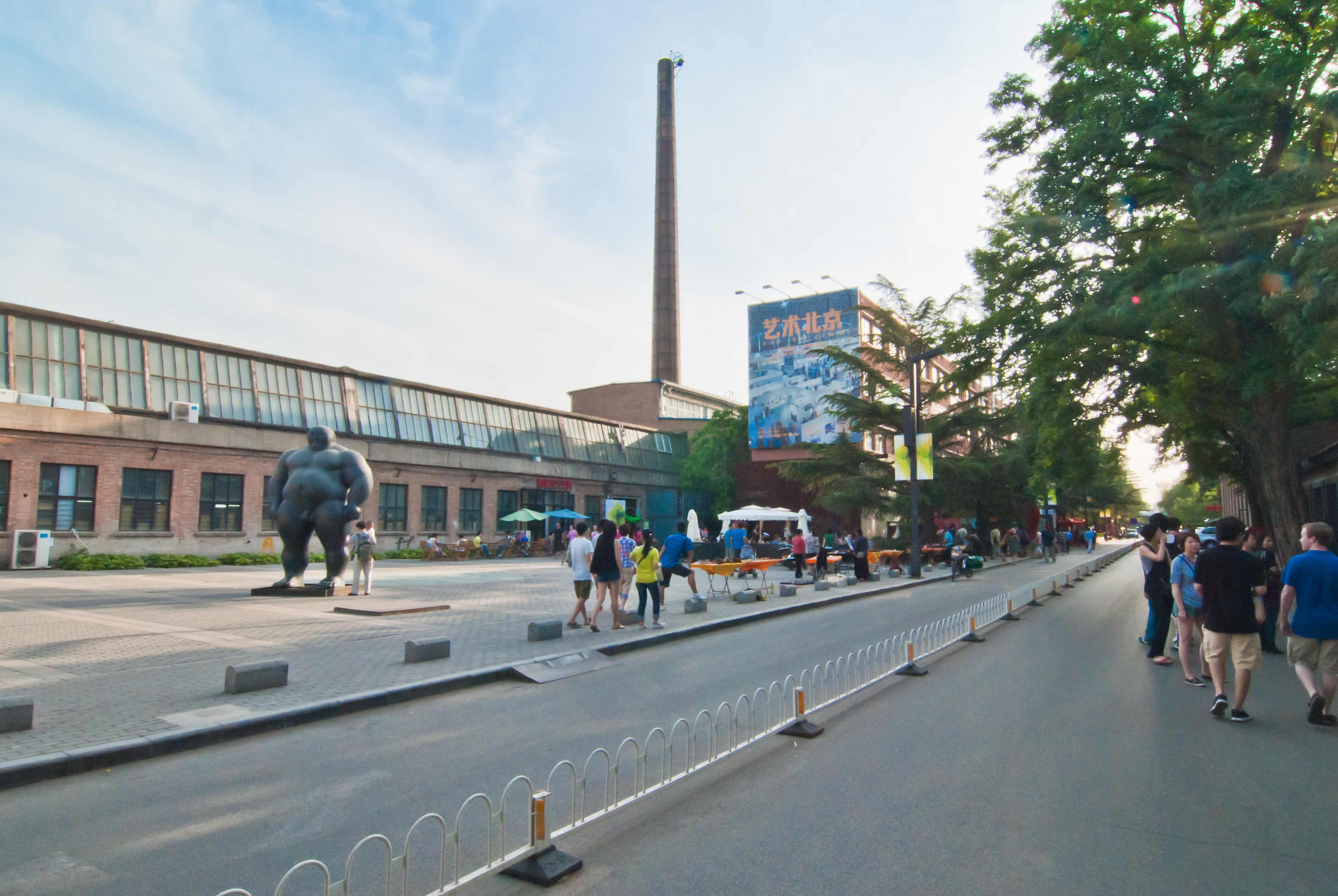
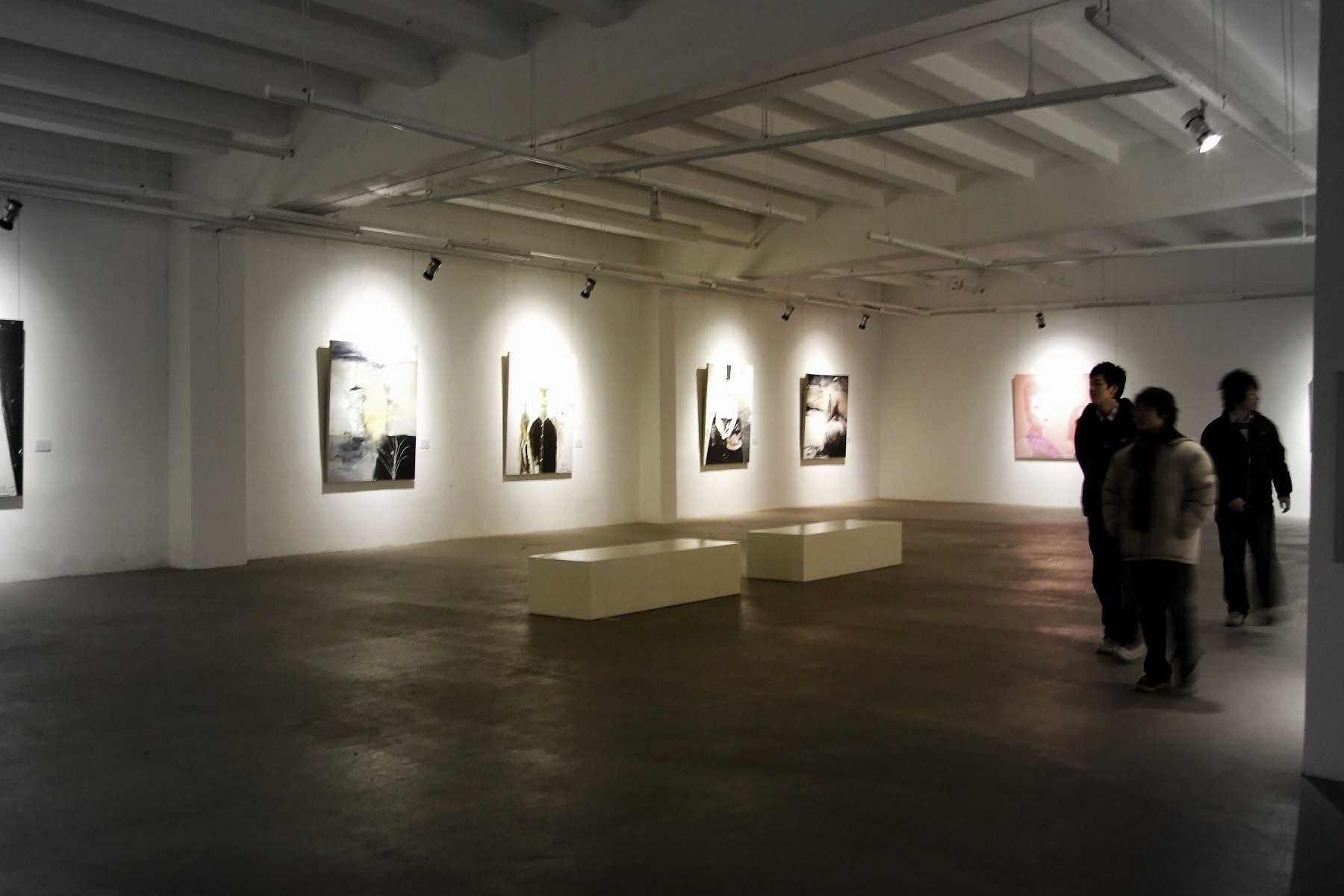